# Charlotte Gordon
Charlotte Gordon, duchessa di Richmond e Lennox (Gordon Castle, 20 settembre 1768 – Londra, 5 maggio 1842), è stata una nobildonna britannica.

## Biografia

### Infanzia

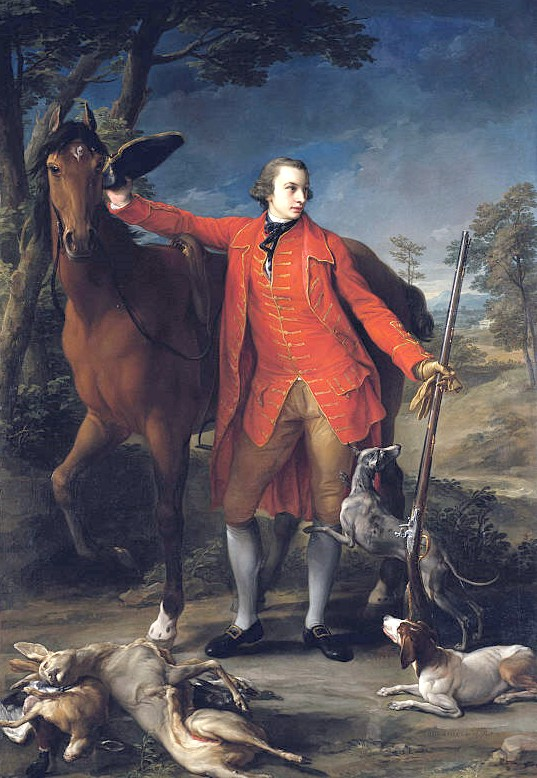
Ritratto di Alexander Gordon, IV duca di Gordon di Pompeo Batoni, 1764

Era la primogenita di Alexander Gordon, IV duca di Gordon, e di sua moglie lady Jane Maxwell.

### Matrimonio

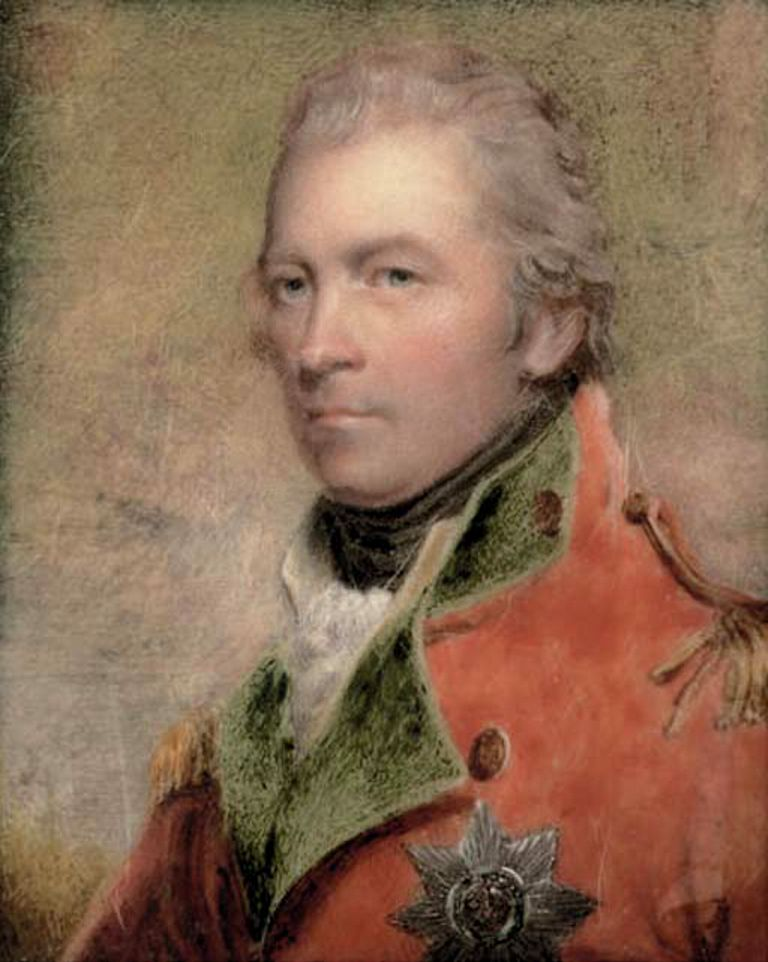
Charles Lennox, IV duca di Richmond, ritratto da Henry Hoppner Meyer, XIX secolo

Il 9 settembre 1789, sposò Charles Lennox, IV duca di Richmond, con il quale ebbe quattordici figli.

### Il ballo

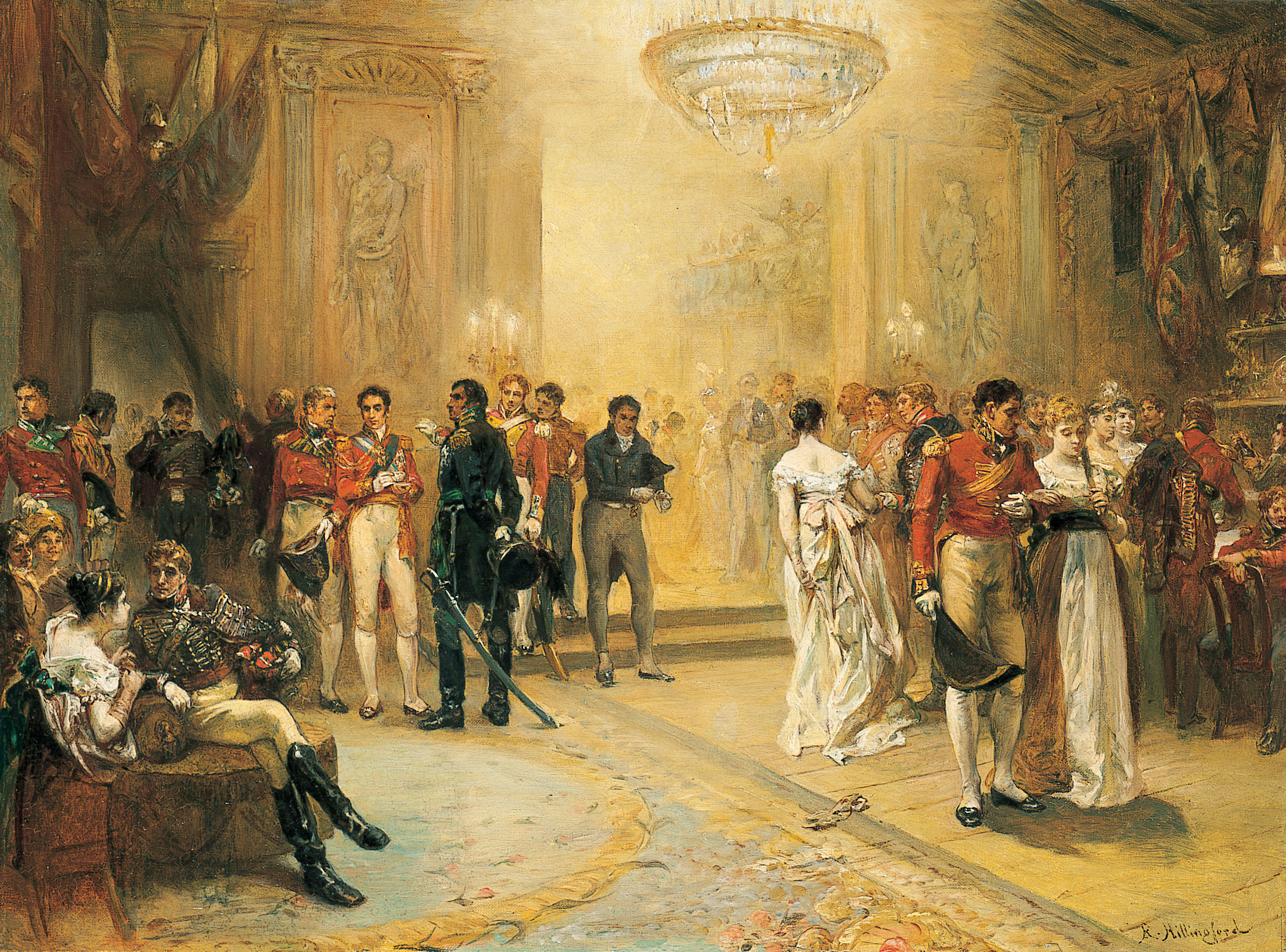
Il ballo della duchessa di Richmond in un dipinto di Robert Alexander Hillingford (1870 c.).

Nel 1814, la famiglia si trasferì a Bruxelles dove divenne nota per aver organizzato insieme al marito il noto Ballo della duchessa di Richmond, una grande festa in onore dell'esercito britannico sul continente europeo prima delle ultime battaglie napoleoniche (tra cui quella di Waterloo) a cui presero parte la maggior parte degli ufficiali al seguito del Duca di Wellington.

### Ultimi anni e morte

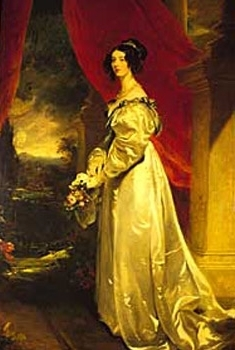
Charlotte Lennox ritratta da sir Thomas Lawrence nel 1829

La Duchessa e la sua famiglia hanno continuato a vivere a Bruxelles fino al 1818, quando il marito è stato nominato Governatore generale del Canada. La duchessa è rimasta vedova nel 1819, e nel 1836, ha ereditato i vasti possedimenti della famiglia Gordon alla morte di suo fratello, George Gordon, V duca di Gordon, che non aveva figli legittimi. Morì all'età di 73 anni, a Londra, il 5 maggio 1842.

## Discendenza
Lady Charlotte Gordon e Charles Lennox, IV duca di Richmond ebbero quattordici figli:
- Charles Gordon-Lennox, V duca di Richmond (1791-1860);
- Lady Mary Lennox (1792-7 dicembre 1847), sposò Sir Charles Fitzroy, ebbero figli;
- Lord John George Lennox (3 ottobre 1793-10 novembre 1873), sposò Louisa Rodney, ebbero figli;
- Lady Sarah Lennox (1794-8 settembre 1873), sposò Peregrine Maitland;
- Lady Georgiana Lennox (30 settembre 1795-15 dicembre 1891), sposò William FitzGerald-de Ros, XXIII barone de Ros, ebbero figli;
- Lord Henry Adam Lennox (6 settembre 1797-1812);
- Lord William Pitt Lennox (20 settembre 1799-18 febbraio 1881), sposò in prime nozze Mary Anne Paton, e in seconde nozze Ellen Smith da cui ebbe figli;
- Lady Jane Lennox (1800-27 marzo 1861), sposò Laurence Peel e ebbero figli;
- Lord Frederick Lennox (24 gennaio 1801-25 ottobre 1829);
- Lord Sussex Lennox (11 giugno 1802-12 aprile 1874), sposò Mary Lawless, ebbero figli;
- Lady Louisa Maddalena Lennox (2 ottobre 1803-2 marzo 1900), sposò William Tighe, non ebbero figli;
- Lady Charlotte Lennox (1804-20 agosto 1833), sposò Maurice Berkeley, I barone Fitzhardinge di Bristol, ebbero figli;
- Lord Arthur Lennox (2 ottobre 1806-15 gennaio 1864), sposò Adelaide Campbell, ebbero figli;
- Lady Georgiana Sophia Lennox (21 luglio 1809-17 gennaio 1902), sposò Lord Thomas Cecil, non ebbero figli.

## Ascendenza
|                                            |                                             |                                          | Genitori                                    |  |  | Nonni |  |  | Bisnonni                            |  |  | Trisnonni                       |  |
|                                            |                                             |                                          |                                             |  |  |       |  |  | Alexander Gordon, II duca di Gordon |  |  | George Gordon, I duca di Gordon |  |
|                                            |                                             |                                          |                                             |  |  |       |  |  | Alexander Gordon, II duca di Gordon |  |  | George Gordon, I duca di Gordon |  |
|                                            |                                             | Elizabeth Howard                         |                                             |  |  |       |  |  | Alexander Gordon, II duca di Gordon |  |  |                                 |  |
| Cosmo Gordon, III duca di Gordon           |                                             |                                          |                                             |  |  |       |  |  | Alexander Gordon, II duca di Gordon |  |  |                                 |  |
|                                            |                                             | Henrietta Mordaunt                       | Charles Mordaunt, III conte di Peterborough |  |  |       |  |  |                                     |  |  |                                 |  |
|                                            |                                             | Henrietta Mordaunt                       | Charles Mordaunt, III conte di Peterborough |  |  |       |  |  |                                     |  |  |                                 |  |
|                                            |                                             | Henrietta Mordaunt                       | Carey Fraser                                |  |  |       |  |  |                                     |  |  |                                 |  |
| Alexander Gordon, IV duca di Gordon        |                                             | Henrietta Mordaunt                       |                                             |  |  |       |  |  |                                     |  |  |                                 |  |
|                                            |                                             | William Gordon, II conte di Aberdeen     | George Gordon, I conte di Aberdeen          |  |  |       |  |  |                                     |  |  |                                 |  |
|                                            |                                             | William Gordon, II conte di Aberdeen     | George Gordon, I conte di Aberdeen          |  |  |       |  |  |                                     |  |  |                                 |  |
|                                            |                                             | William Gordon, II conte di Aberdeen     | Anne Lockhart                               |  |  |       |  |  |                                     |  |  |                                 |  |
| Catherine Gordon                           |                                             | William Gordon, II conte di Aberdeen     |                                             |  |  |       |  |  |                                     |  |  |                                 |  |
|                                            |                                             | Susan Murray                             | John Murray, I duca di Atholl               |  |  |       |  |  |                                     |  |  |                                 |  |
|                                            |                                             | Susan Murray                             | John Murray, I duca di Atholl               |  |  |       |  |  |                                     |  |  |                                 |  |
|                                            |                                             | Susan Murray                             | Catherine Hamilton                          |  |  |       |  |  |                                     |  |  |                                 |  |
| Charlotte Gordon                           |                                             | Susan Murray                             |                                             |  |  |       |  |  |                                     |  |  |                                 |  |
|                                            | Alexander Maxwell, II baronetto di Monreith | William Maxwell, I baronetto di Monreith |                                             |  |  |       |  |  |                                     |  |  |                                 |  |
|                                            | Alexander Maxwell, II baronetto di Monreith | William Maxwell, I baronetto di Monreith |                                             |  |  |       |  |  |                                     |  |  |                                 |  |
|                                            | Alexander Maxwell, II baronetto di Monreith | Elizabeth Hay                            |                                             |  |  |       |  |  |                                     |  |  |                                 |  |
| William Maxwell, III baronetto di Monreith | Alexander Maxwell, II baronetto di Monreith |                                          |                                             |  |  |       |  |  |                                     |  |  |                                 |  |
|                                            |                                             | Jean Montgomerie                         | Alexander Montgomerie, IX conte di Eglinton |  |  |       |  |  |                                     |  |  |                                 |  |
|                                            |                                             | Jean Montgomerie                         | Alexander Montgomerie, IX conte di Eglinton |  |  |       |  |  |                                     |  |  |                                 |  |
|                                            |                                             | Jean Montgomerie                         | Margaret Cochrane                           |  |  |       |  |  |                                     |  |  |                                 |  |
| Jane Maxwell                               |                                             | Jean Montgomerie                         |                                             |  |  |       |  |  |                                     |  |  |                                 |  |
|                                            |                                             | William Scott                            | John Scott, I di Malleny                    |  |  |       |  |  |                                     |  |  |                                 |  |
|                                            |                                             | William Scott                            | John Scott, I di Malleny                    |  |  |       |  |  |                                     |  |  |                                 |  |
|                                            |                                             | William Scott                            | Anna Nicolson                               |  |  |       |  |  |                                     |  |  |                                 |  |
| Magdalena Blair                            |                                             | William Scott                            |                                             |  |  |       |  |  |                                     |  |  |                                 |  |
|                                            |                                             | Catharine Tait                           | Alexander Tait                              |  |  |       |  |  |                                     |  |  |                                 |  |
|                                            |                                             | Catharine Tait                           | Alexander Tait                              |  |  |       |  |  |                                     |  |  |                                 |  |
|                                            |                                             | Catharine Tait                           | Katherine Brown                             |  |  |       |  |  |                                     |  |  |                                 |  |
|                                            |                                             | Catharine Tait                           |                                             |  |  |       |  |  |                                     |  |  |                                 |  |